# 自分ツッコミくま
自分ツッコミくま（じぶんツッコミくま）は、イラストレーターのナガノがデザインしたキャラクター。

## 概要
自分ツッコミくまは、耳が丸く白いクマのキャラクターである。性別は不明。
2014年にLINEでクリエイターズスタンプを製作し販売出来るようになった時、ナガノは「なにか自分も新しいスタンプを作りたい、自分ツッコミがメインのスタンプを作ろうと考えた。隣には目立たないキャラクターを置こうと思い、白いくまを描いた」事がきっかけで誕生した。
誰もが感情移入出来るよう、シンプルであまり個性が無いように、白いクマのデザインとなった。

### LINEスタンプ
自分ツッコミくまのスタンプは、矢印とキャプションを使いクマにツッコミを入れる事で、間接的に送信者の気持ちを表現するという形式をとっている。

## 評価・人気
- ちいかわよりも前に出たキャラクターで、またナガノ自身の生活を描いているキャラクターということもあり、登場当時から根強い人気を博している。ナガノマーケットでも度々、自分ツッコミくまのグッズが完売しており、X(旧:Twitter)でもいいね数は直近3ヶ月(2024年11月現在)で平均して10万いいねを超えている。
- 東アジアを中心に海外でも人気があり。特に韓国では、농담곰（NONGDAMGOM）または담곰이 (DAMGOME)として広く知られている。2018年から韓国へ展開を始めたが一度撤退。[7]その後再展開し、2024年5月から8月にかけてはソウルでコラボカフェ及びポップアップショップを開いた。[8]また2024年秋には釜山でも同イベントを行なっている。韓国独自のグッズも多く販売されている。

## コラボレーション
ソフトバンク
2017年9月5日～10月2日の期間に、LINEのコラボスタンプが無料配信された。
イクミママのどうぶつドーナツ
期間限定商品として、通販で、コラボドーナツが2種類販売された。
JRA
2019年5月16日に、第86回日本ダービー（GⅠ）に先立ち、期間限定のキャンペーン『ダービー喜々一発』が開催された。自分ツッコミくまのコラボイラストが公開された他、同月20日からオリジナルトートバッグや、オリジナルボールペンが当たる抽選会も開かれた。
東京駅
2019年8月23日～9月5日まで、アンテナショップ『自分ツッコミくまPOP-UP SHOP』が開催された。
はごろもフーズ、打首獄門同好会
シーチキン60周年テレビCMに、打首獄門同好会とコラボ出演した。
パルコ
2018年～2019年に、全国6箇所のパルコのTHE GUEST cafe&dinerで「自分ツッコミくまカフェ」が開催され、計10万人を動員した。
2019年12月20日からは、「喫茶 自分ツッコミくま CAFE&BAR」コラボカフェ第2弾が開催された。

## グッズ
トーダン
卓上や壁掛のカレンダーが発売された。
グッドスマイルカンパニー
ケーブルに付けるマスコットが発売された。

## 漫画
『MOGUMOGU食べ歩きくま』のタイトルで漫画化。自分ツッコミくまが日常の中で美味しいものを食レポする様子を描いた作品。週刊漫画誌「モーニング」の電子版「週刊Dモーニング」にて連載中。
ここでの自分ツッコミくまは、作者であるナガノのアバターとして登場する。
| 話数   | タイトル                 | 掲載号              |
| ------ | ------------------------ | ------------------- |
| 1      | 高尾山                   | 2018年15号掲載      |
| 2      | 浅草                     | 2018年19号掲載      |
| 3      | ふるさと祭り東京         | 2018年23号掲載      |
| 4      | 台湾                     | 2018年27号掲載      |
| 5      | 台湾つづき               | 2018年31号掲載      |
| 6      | 上野                     | 2018年35号掲載      |
| 7      | 横浜中華街               | 2018年39号掲載      |
| 8      | 近場のスパ               | 2018年43号掲載      |
| 9      | うなぎ食べ               | 2018年47号掲載      |
| 10     | ドキドキカウンター天ぷら | 2018年51号掲載      |
| 特別編 | 夜ジムラーメン           | 2019年8号掲載       |
| 11     | 江ノ島散歩               | 2019年2.3合併号掲載 |
| 12     | 千葉る時（前編）         | 2019年7号掲載       |
| 13     | 千葉る時（後編）         | 2019年11号掲載      |
| 14     | 雪のスカイツリー         | 2019年15号掲載      |
| 15     | 週末いきなり北海道       | 2019年19号掲載      |
| 16     | ビジネスホテルで朝ごはん | 2019年23号掲載      |
| 17     | 週末日帰り仙台           | 2019年27号掲載      |
| 18     | サービスエリアに泊まろう | 2019年31号掲載      |
| 19     | 朝も早くに豊洲市場       | 2019年35号掲載      |
| 20     | 都会でピクニック         | 2019年39号掲載      |

※2019年9月8日時点未完結
| 巻数 | 発売日         | ISBN                                                    |
| ---- | -------------- | ------------------------------------------------------- |
| 1巻  | 2019年1月23日  | ISBN 978-4-06-514365-0                                  |
| 2巻  | 2019年11月22日 | ISBN 978-4-06-517692-4 ISBN 978-4-06-517692-4（限定版） |
| 3巻  | 2021年8月23日  | ISBN 978-4-06-524229-2 ISBN 978-4-06-524182-0（限定版） |